# Фріц Уферманн
Фріц Уферманн (нім. Fritz Ufermann; 6 жовтня 1912, Мюльгайм — 26 листопада 1996) — німецький офіцер-підводник, оберлейтенант-цур-зее крігсмаріне. Кавалер Німецького хреста в золоті.

## Біографія
12 жовтня 1932 року вступив на флот. З 22 серпня по 25 жовтня 1936 року пройшов курс підводника, з 26 жовтня по 11 листопада — курс протигазової оборони. З 12 листопада 1936 року — вахтовий і керманич в училищі підводників Кіля-Віка. З 20 квітня 1938 року — моряк №1 на підводному човні U-20. З 13 квітня по 23 травня 1939 року навчався в 3-й роті 1-го дивізіону корабельних гармат в Кілі.
З 24 травня 1939 року — знову моряк №1 на U-20, на якому взяв участь у дев'яти походах, під час яких були потоплені 11 кораблів загальною водотоннажністю 28 865 тонн. 16 квітня 1940 року направлений на будівництво U-123. З 29 травня 1940 року — моряк №1 на U-123, на якому взяв участь у чотирьох походах, під час яких були потоплені 16 кораблів (79 620 тонн). 26 травня 1941 року переданий в розпорядження 1-го навчального дивізіону підводних човнів. З 5 липня 1941 по 4 січня 1942 року пройшов курс старшого штурмана в 4-й роті навігаційного училища Готенгафена, після чого був переданий в розпорядження 2-го навчального дивізіону підводних човнів. 23 січня 1942 року направлений на будівництво U-410. З 23 лютого 1942 року — старший штурман і 3-й вахтовий офіцер на U-410, на якому взяв участь в семи походах, під час яких були потоплені 9 (54 139 тонн) і пошкоджені 2 кораблі (10 856 тонн). 11 березня 1944 року U-410 був потоплений внаслідок бомбардування Тулона.
З 27 березня по 29 липня 1944 року пройшов курс офіцера-підводника, з 30 липня по 14 серпня — курс позиціонування (радіовимірювання), з 15 серпня по 15 жовтня — курс командира човна, після чого був переданий в розпорядження 22-ї флотилії. 7 грудня 1944 року направлений на будівництво U-2368. З 11 квітня 1945 року — командир U-2368. 5 травня 1945 року наказав затопити човен в рамках операції «Регенбоген». 8 травня 1945 року взятий в полон британськими військами. 16 серпня 1945 року звільнений.

## Звання
- Рекрут (12 жовтня 1932)
- Оберматрос (1 жовтня 1934)
- Штабсматрос (1 жовтня 1935)
- Боцманмат (1 липня 1936)
- Обербоцманмат (1 жовтня 1938)
- Боцман (1 жовтня 1940)
- Оберштурман (1 січня 1942)
- Лейтенант-цур-зее (1 квітня 1944)
- Оберлейтенант-цур-зее (1 квітня 1945)

## Нагороди
- Медаль «За вислугу років у Вермахті» 4-го класу (4 роки)
- Нагрудний знак підводника (17 жовтня 1939)
- Залізний хрест
  - 2-го класу (22 листопада 1939)
  - 1-го класу (11 грудня 1940)
- Німецький хрест в золоті (17 лютого 1943)